# オッゲルスハウゼン
オッゲルスハウゼンは、ドイツのバーデン＝ヴュルテンベルク州にある町であり、ビーベラッハ郡に属している。オッゲルスハウゼンの人口は958人。

## 観光名所
- オッゲルスハウゼン彫刻公園は国際的彫刻家による25個の彫刻がある。

## 参照
オッゲルスハウゼン市（独）